# Margueritta
Margueritta là một chi giáp xác trong họ Sphaeromatidae.

## Các loài
- Margueritta sandyi
- Margueritta sylviae